# Olja Ivanjicki
Olja Ivanjicki (Pančevo, 10 maggio 1931 – Belgrado, 24 giugno 2009) è stata una pittrice, scultrice e poetessa serba.

## Vita, lavoro e riconoscimenti

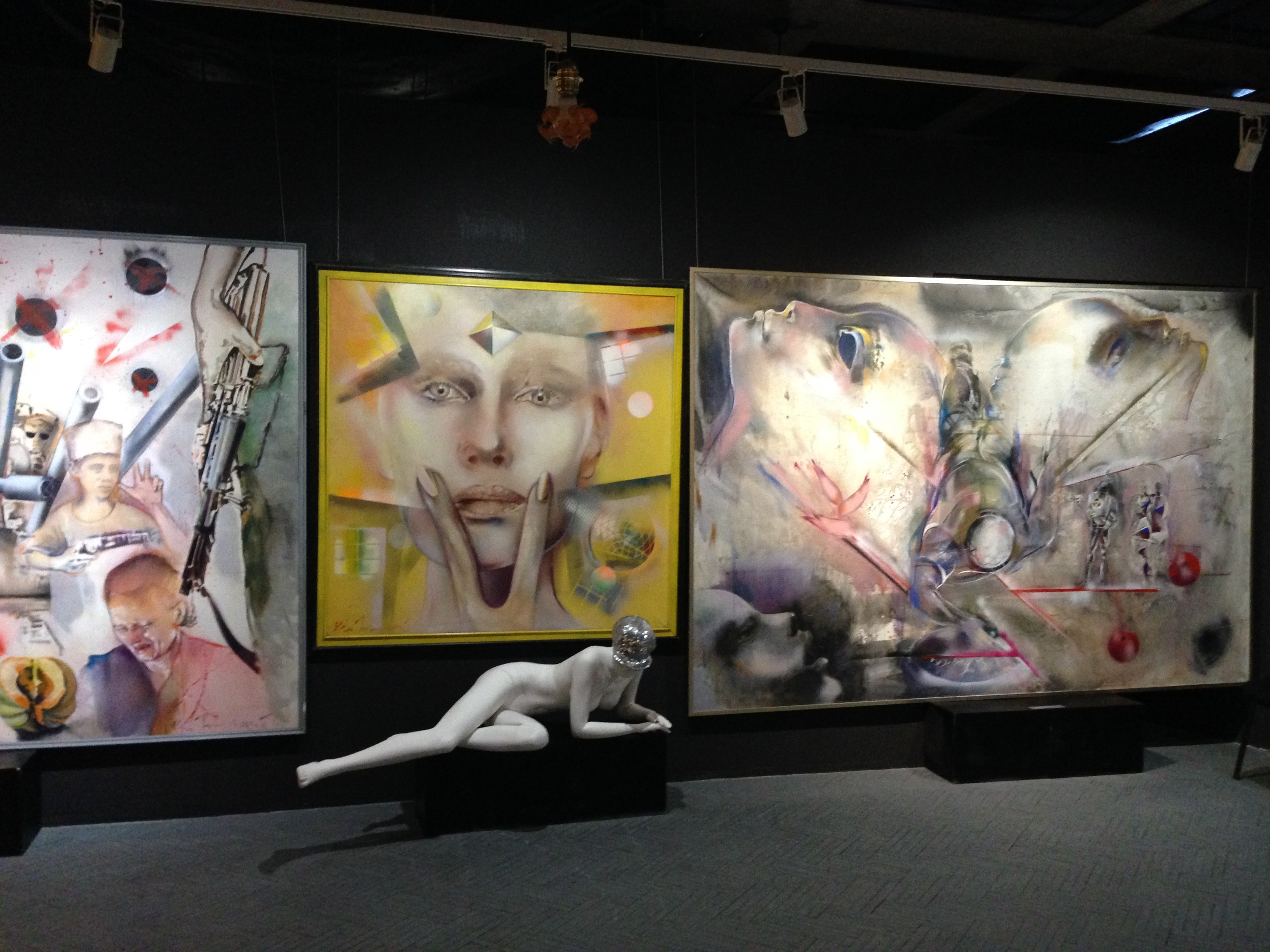
L'eredità di Ivanjicki al Museo storico della Serbia, 2017

Olga Ivanjicki, figlia di emigranti russi, è nata a Pančevo, nel Banato del Danubio (oggi facente parte della Serbia mentre, ai tempi, della Jugoslavia) . Studiò all'Accademia di Belle Arti di Belgrado, si laureò nel 1957, e nello stesso anno fu l'unica donna tra i fondatori di MEDIALA Belgrado, un gruppo artistico di pittori, scrittori e architetti come Leonid Šejka, Vladimir Veličković, Ljubomir Popović, Miodrag Đurić . Nel 1962, ricevette una borsa di studio dalla Ford Foundation per proseguire i suoi studi artistici negli Stati Uniti e nel 1978 fu un'artista selezionata del programma Fulbright Artist in Residence presso la Rhode Island School of Design.
Tenne oltre novanta mostre personali e partecipò a numerose mostre collettive nazionali e internazionali. La pittura di Ivanjicki è stata influenzata dal simbolismo, dal surrealismo, dalla pop art e dall'arte fantastica . Nel corso della sua carriera, l'artista ricevette il Premio Vuk alla carriera (Vukova nagrada, 1988), il Premio del settimo luglio (Sedmojulska nagrada, 1988) e il Premio Karić .